# ناتاشا توماس (خواننده)
ناتاشا توماس (به انگلیسی: Natasha Thomas) (زاده ۲۷ سپتامبر ۱۹۸۶) خواننده، ترانه‌سرا و مدل دانمارکی است.